# Fromentières (Mayenne)
Pour les articles homonymes, voir Fromentières.
Fromentières est une commune française, située dans le département de la Mayenne en région Pays de la Loire, peuplée de 838 habitants.
La commune fait partie de la province historique de l'Anjou (Haut-Anjou).

## Géographie
La commune est située dans le Sud-Mayenne. Située à 51 mètres d'altitude et voisine des communes de Longuefuye et de Château-Gontier, Fromentières s'étale sur une superficie de 22,1 km2.

### Communes limitrophes
|                             | Villiers-Charlemagne        | Ruillé-Froid-Fonds |
| La Roche-Neuville           | Fromentières                | Gennes-Longuefuye  |
| Château-Gontier-sur-Mayenne | Château-Gontier-sur-Mayenne |                    |

### Climat
Pour des articles plus généraux, voir Climat des Pays de la Loire et Climat de la Mayenne.
En 2010, le climat de la commune est de type climat océanique altéré, selon une étude du CNRS s'appuyant sur une série de données couvrant la période 1971-2000. En 2020, Météo-France publie une typologie des climats de la France métropolitaine dans laquelle la commune est exposée à un climat océanique et est dans la région climatique  Moyenne vallée de la Loire, caractérisée par une bonne insolation (1 850 h/an) et un été peu pluvieux. 
Pour la période 1971-2000, la température annuelle moyenne est de 11,4 °C, avec une amplitude thermique annuelle de 14 °C. Le cumul annuel moyen de précipitations est de 716 mm, avec 11,9 jours de précipitations en janvier et 6,1 jours en juillet. Pour la période 1991-2020, la température moyenne annuelle observée sur la station météorologique de Météo-France la plus proche, sur la commune de Villiers-Charlemagne à 7 km à vol d'oiseau, est de 12,0 °C et le cumul annuel moyen de précipitations est de 767,9 mm,. Pour l'avenir, les paramètres climatiques de la commune estimés pour 2050 selon différents scénarios d'émission de gaz à effet de serre sont consultables sur un site dédié publié par Météo-France en novembre 2022.

## Urbanisme

### Typologie
Au 1er janvier 2024, Fromentières est catégorisée commune rurale à habitat dispersé, selon la nouvelle grille communale de densité à sept niveaux définie par l'Insee en 2022.
Elle est située hors unité urbaine. Par ailleurs la commune fait partie de l'aire d'attraction de Château-Gontier-sur-Mayenne, dont elle est une commune de la couronne,. Cette aire, qui regroupe 19 communes, est catégorisée dans les aires de moins de 50 000 habitants,.

### Occupation des sols
L'occupation des sols de la commune, telle qu'elle ressort de la base de données européenne d’occupation biophysique des sols Corine Land Cover (CLC), est marquée par l'importance des territoires agricoles (98,7 % en 2018), en diminution par rapport à 1990 (100 %). La répartition détaillée en 2018 est la suivante : 
terres arables (52,9 %), prairies (28,8 %), zones agricoles hétérogènes (17 %), zones urbanisées (1,3 %). L'évolution de l’occupation des sols de la commune et de ses infrastructures peut être observée sur les différentes représentations cartographiques du territoire : la carte de Cassini (XVIIIe siècle), la carte d'état-major (1820-1866) et les cartes ou photos aériennes de l'IGN pour la période actuelle (1950 à aujourd'hui).

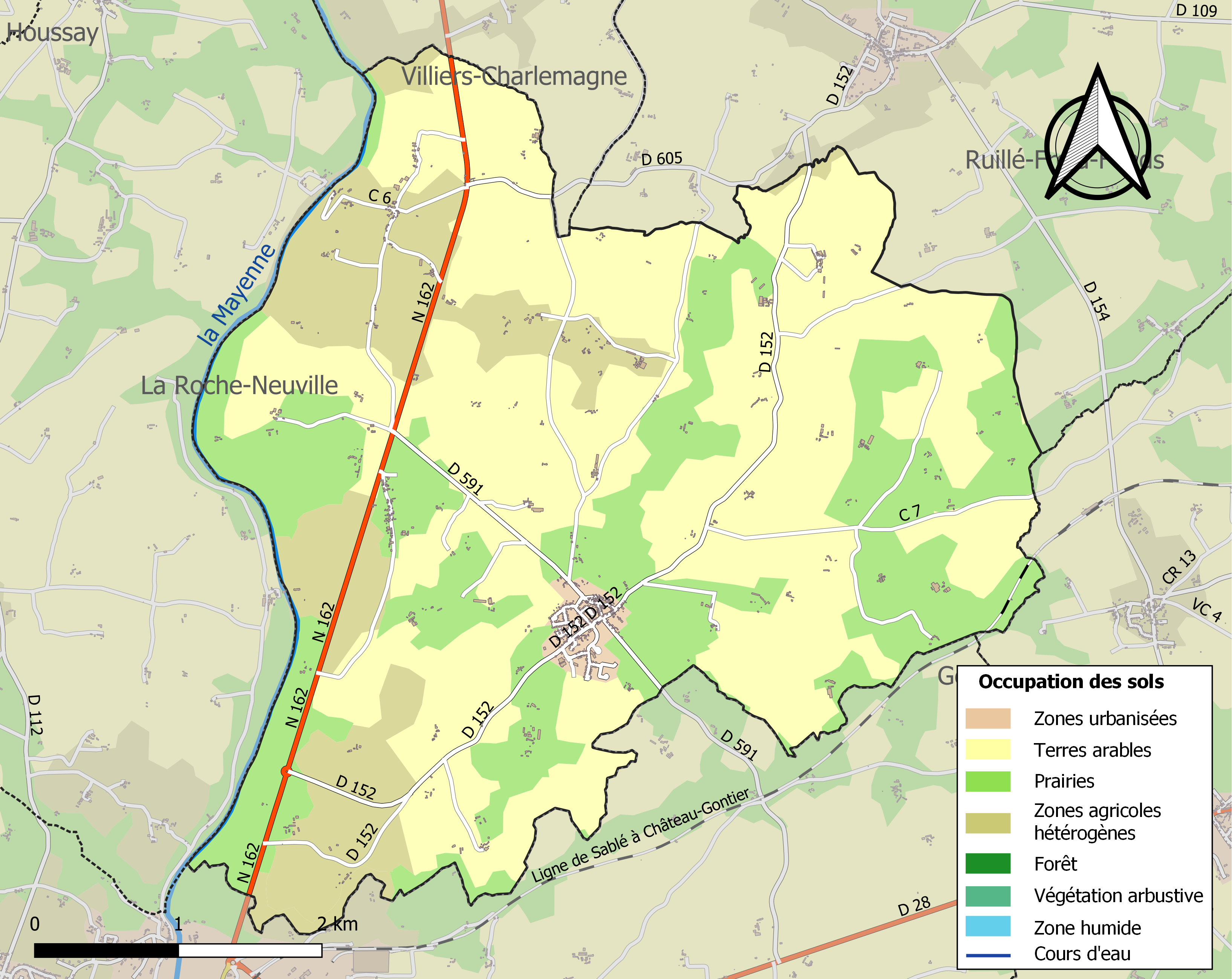
Carte des infrastructures et de l'occupation des sols de la commune en 2018 (CLC).

## Toponymie
Pluriel de l'oil ( terre ) fromentière, « ( terre ) qui produit du froment ».
Le gentilé est Fromentinais.

## Histoire
L'église Saint-Pierre est mentionnée en 1103. C'est l'évêque Hildebert qui la consacre de 1103 à 1125. La seigneurie relevait de Ruillé et était distincte de celle de la Quanterie (nom moderne La Cour).
La commune faisait partie de la sénéchaussée angevine de Château-Gontier dépendante de la sénéchaussée principale d'Angers depuis le Moyen Âge jusqu'à la Révolution française.
Selon l'abbé Angot, on sait que Fromentières, qui tire son nom d'une autre richesse de son sol fertile (le blé) était, déjà au moins depuis 1400 et jusqu'au XVIIe siècle un des grands crûs du Bas-Maine très recherché par les Lavallois. La référence serait moindre en comparaison aux vins d'Anjou, région à laquelle Fromentières appartenait.
Fromentières abrita la Compagnie des Chouans de Fromentières. Elle eut pour chefs successifs Auguste Gareau dit Petit-Auguste, François Lezay dit Sabre-tout, Frédéric Mercier, frère de Mercier-Vendée. D'après Jacques Duchemin Descépeaux, la Compagnie de Fromentières était et resta principalement composée de paysans. La Compagnie était prisée pour sa conduite exemplaire. Ce dernier précise que dès l'origine, elle avait élu pour chef Mathurin Carreau, dit le Petit-Auguste. Fils de laboureurs, étudiant pour devenir prêtre avant la révolution, il refusa de s'enrôler dans les troupes de la République et se cacha jusqu'au moment du passage de l'Armée vendéenne. Il revint à Fromentières après la défaite. Ce fut sous ses ordres que vinrent servir comme simples soldats, Messieurs de Charnacé, deux jeunes gens de noble famille. On voulut les nommer officiers, mais ils le refusèrent, alléguant leur inexpérience de la guerre et croyant que cet exemple serait utile à la cause.
La compagnie interceptait par de fréquentes attaques les communications entre Laval et Château-Gontier. L'adjudant général de la garde nationale se fait protéger par un détachement de Château-Gontier le 15 août 1792. Renée Abélard et René Gourdon, Vendéens réfugiés de la paroisse de Trémentines, eurent leur domicile assigné à Fromentières, germinal an II (mars 1794). Le canton fut le premier et le plus complètement organisé pour la Deuxième Chouannerie. En 1795, l'officier municipal ne peut plus tenir de registre, les chouans occupant tout le pays. En octobre 1798, les insurgés sont les maîtres et prélèvent les fermages des biens nationaux et tous les agents se retirent en ville. En 1799 Le commissaire Thoreau-Maisonneuve écrit que 400 chouans parcourent le pays, coupent les arbres de la liberté à Longuefuye, à Froidfont, à Fromentières où ils entrent tambour battant et se font servir à dîner à Saint-Germain, à Villiers, à Ruillé. En août, les parents encouragent les enfants à s'enrôler. On ne voit plus que des drapeaux blancs et des affiches royalistes. Les émigrés instruisent les recrues ; les impôts sont collectés au nom de Louis XVIII. En septembre 1799, il n'y a plus de fonctionnaire dans les communes du canton. Le culte se réorganise avec l'ancien clergé, et ce ouvertement. En novembre 1799, quatre mille brigands sont réunis à Fromentières avec quatre canons. L'armistice ne produit aucune amélioration et la compagnie se prépare à recommencer la guerre. Le 18 juillet 1800, Coquereau, juge de paix à Fromentières, récrimine à son tour le clergé qui reprend les anciens rites.  Les chouans rentrés à Fromentières étaient 48 parmi lesquels Jacques Rabeau dit Rochambeau, chef, commissaire à la compatibilité ; Pierre Meignan dit Mont-à-l'Assaut, capitaine ; Marcadet dit Bondessein, sous-lieutenant ; Charles Hardouin dit Saut-le-Pas, cavalier ; Tessier fils, ordonnateur de la division.
En 1812, Morin et quelques compagnons eurent un engagement contre un détachement de chasseurs à cheval au château de Fromentières. Le 25 mai 1832, une compagnie royaliste de Fromentières et de Ruillé qui se dirigeait vers le château de Chânay se battit entre Gennes et le château des Courants avec une compagnie du 31e de ligne.
La compagnie de Fromentières se réunissait tantôt à la division de Coquereau, tantôt à celle de Taillefer, mais elle ne dépendait ni de l'une ni de l'autre. La Compagnie épaula aussi Jacques Bruneau, basé au château voisin des Courants, sur la commune de Longuefuye, dans sa quête d'organiser la Chouannerie dans la région.
En 1790, lors de la création des départements français, une partie du Haut-Anjou a formé le sud mayennais sous l'appellation de Mayenne angevine.

## Politique et administration
| Période   | Période   | Identité                 | Étiquette | Qualité     |
| --------- | --------- | ------------------------ | --------- | ----------- |
| 1792      |           | Guillaume Aubry          |           |             |
| 1798      |           | Manant                   |           |             |
| 1800      |           | Bannier                  |           | Cordonnier  |
| 1813      | 1821      | Sylvain de Cheffontaines |           |             |
| 1830      |           | Sylvain de Cheffontaines |           |             |
| 1832      | 1836      | Fouassier                |           |             |
| 1837      |           | Jean Barouille           |           |             |
| 1840      |           | Pierre de Cheffontaines  |           |             |
| 1841      |           | Michel Moreul            |           |             |
| 1844      |           | François Boisseau        |           |             |
| 1850      | 1852      | Pierre de Cheffontaines  |           |             |
| 1853      |           | Guillaume Ragaru         |           |             |
| 1853      | 1860      | Chesneau                 |           |             |
| 1860      | 1862      | Sinoir                   |           |             |
| 1862      | 1883      | Doreau                   |           |             |
| 1883      | 1884      | Hureau                   |           |             |
| 1884      | 1885      | Meignant                 |           |             |
| 1885      |           | Alfred Bellanger         |           |             |
| 1920      |           | François Chesneau        |           |             |
| 1945      |           | François Delhommeau      |           |             |
| 1953      |           | Charles Martinet         |           |             |
|           | 1971      | Pierre Martinet          |           |             |
| 1971      | 1989      | Émile Démas              |           |             |
| 1989      | mars 2008 | Eugène Buchot            |           | Agriculteur |
| mars 2008 | En cours  | Christian Foucher        | SE        | Agriculteur |

## Population et société

### Démographie
L'évolution du nombre d'habitants est connue à travers les recensements de la population effectués dans la commune depuis 1793. Pour les communes de moins de 10 000 habitants, une enquête de recensement portant sur toute la population est réalisée tous les cinq ans, les populations de référence des années intermédiaires étant quant à elles estimées par interpolation ou extrapolation. Pour la commune, le premier recensement exhaustif entrant dans le cadre du nouveau dispositif a été réalisé en 2004.
En 2022, la commune comptait 838 habitants, en évolution de +1,09 % par rapport à 2016 (Mayenne : −0,73 %, France hors Mayotte : +2,11 %).
Selon l'abbé Angot, en 1784, 765 habitants étaient imposés pour le sel, 66 étaient pauvres et 14 en étaient exempts.
| 1793  | 1800  | 1806  | 1821  | 1831  | 1836  | 1841  | 1846  | 1851  |
| ----- | ----- | ----- | ----- | ----- | ----- | ----- | ----- | ----- |
| 1 092 | 1 124 | 1 096 | 1 022 | 1 022 | 1 036 | 1 035 | 1 188 | 1 173 |

| 1856  | 1861  | 1866  | 1872  | 1876  | 1881  | 1886  | 1891  | 1896 |
| ----- | ----- | ----- | ----- | ----- | ----- | ----- | ----- | ---- |
| 1 183 | 1 134 | 1 135 | 1 087 | 1 114 | 1 054 | 1 025 | 1 027 | 984  |

| 1901 | 1906 | 1911 | 1921 | 1926 | 1931 | 1936 | 1946 | 1954 |
| ---- | ---- | ---- | ---- | ---- | ---- | ---- | ---- | ---- |
| 997  | 969  | 912  | 807  | 752  | 735  | 724  | 742  | 691  |

| 1962 | 1968 | 1975 | 1982 | 1990 | 1999 | 2004 | 2006 | 2009 |
| ---- | ---- | ---- | ---- | ---- | ---- | ---- | ---- | ---- |
| 671  | 585  | 593  | 619  | 623  | 674  | 766  | 791  | 814  |

| 2014 | 2019 | 2022 | - | - | - | - | - | - |
| ---- | ---- | ---- | - | - | - | - | - | - |
| 838  | 836  | 838  | - | - | - | - | - | - |

## Culture locale et patrimoine

### Lieux et monuments

#### Châteaux
- Château de Beaubigné. Logis seigneurial de la fin du XVe siècle, agrandi au début du XVIIe siècle. Restauré au XIXe siècle par l'architecte Jules Dussauze, le château est complété par l'édification de communs et la création de jardins. La terrasse, dominant la vallée de la Mayenne, traitée « à la française » avec un parterre autrefois orné de broderies de buis et un parterre ponctué de remarquables topiaires d’ifs, témoigne alors du renouveau du jardin régulier. En revanche, à l’ouest et au nord du logis se développent un parc paysager et un vaste potager pourvu d’une ancienne serre et d’une orangerie.
- Château de la Cour, que Mathurin de Montalais, gouverneur du duché de Beaumont sous Henri IV, seigneur de Fromentières, vicomte de Guer, baron du Plessis de Ker, a fait construire en 1631. Selon l'Abbé Angot[26], l'ancien nom du domaine était La Quanterie ou Canterie (forme ancienne)[27].
- Château d'Erbrée.
- Château de Grand-Coulonges.

#### Moulins
- Moulin à farine et moulin à tan de Neuville (1861). Actuellement habitation. Un moulin, situé à Neuville sur la rive gauche de la Mayenne, figure sur la carte de Jaillot (1706). Les anciens moulins de Neuville et leurs dépendances sont situés entre la rivière et un coteau abrupt. Les premiers sont alignés sur un axe ouest-est perpendiculaire au lit de la Mayenne. À l'ouest, l'ancien moulin à farine, entouré d'eau, est en rez-de-chaussée surmonté d'un comble à surcroît. Il était alimenté grâce à un cousier dont l'entrée, cintrée, au nord, et la sortie, brisée, au sud, sont entourées de claveaux de schiste. L'ancien moulin à tan est moins large mais plus élevé, il comporte un étage. Son coursier, précédé en amont d'un court canal d'alimentation couvert par une terrasse, a été en grande partie bouché. À l'aval, il est surmonté d'une étroite portion de mur en pan de bois qui correspond à l'espace qu'occupait la cage de la roue. Au nord, le bâtiment le plus important comprend un alignement de trois corps de hauteurs différentes. Le plus haut à toiture à croupe (la croupe nord est une création récente) est l'ancien logis. Son entrée se faisait sur le côté grâce à deux escaliers extérieurs. Le second contenait l'étable à chevaux et dans le comble à surcroît un fenil auquel on accédait par une gerbière, supprimée. À l'extrémité nord se trouvait la bergerie. Deux petites constructions, le fournil, détruit, que desservaient les escaliers extérieurs du logis, et le poulailler, séparaient ce bâtiment principal de l'ancienne étable à vaches. Elle conserve ses ouvertures cintrées du XIXe siècle. Au sud se trouvait une grange (qui d'après un témoignage oral aurait servi avant d'entrepôt à peaux), rendue méconnaissable par sa transformation en maison.
- Moulin à farine puis minoterie, dit moulin de la Roche (1850, 1879), actuellement habitation. Le moulin de la Roche-de-Maine, sur la rive gauche de la Mayenne, est mentionné en 1326. En 1829, il est constitué de deux bâtiments accolés abritant chacun une roue : elles entraînent au total trois paires de meules. En 1850, le corps de bâtiment est du moulin est démoli et une construction nouvelle reliant la maison du meunier au corps ouest est réalisée. Ce dernier est alors sans doute également réédifié, ajoutant un étage. La reconstruction du barrage entraîne en 1879 celle du coursier du large et vraisemblablement une nouvelle reprise du corps ouest. La porcherie remonte aussi à la seconde moitié du XIXe siècle. L'ancienne maison du meunier peut être datée du XVIIIe siècle. La force motrice — 25 chevaux en 1917 — ne s'élève qu'à 12 chevaux en 1935, faisant fonctionner au moins quatre broyeurs à cylindres. Après 1940, le moulin n'assure plus la transformation que de céréales secondaires. La mouture est alors effectuée par une paire de meules et un unique broyeur. Le dernier meunier, Paul Lemonnier cesse son activité en 1971. Le premier étage du moulin est alors transformé en habitation. Une cheminée du XVIIIe siècle est installée dans l'ancienne maison. Le fournil, la buanderie, le poulailler, la remise et le bâtiment contenant l'étable à vaches, l'étable à chevaux et la bergerie, décrits par l'état des lieux du 19 mars 1909, ont été détruits. Un seul bâtiment de dépendance est conservé : la porcherie située à une centaine de mètres au sud.

### Personnalités liées à la commune
- Famille de Montalais.
- Famille de Cheffontaines.
- Élisée Mautaint (1906-2000), instituteur et résistant.